# Eminent 310 Unique

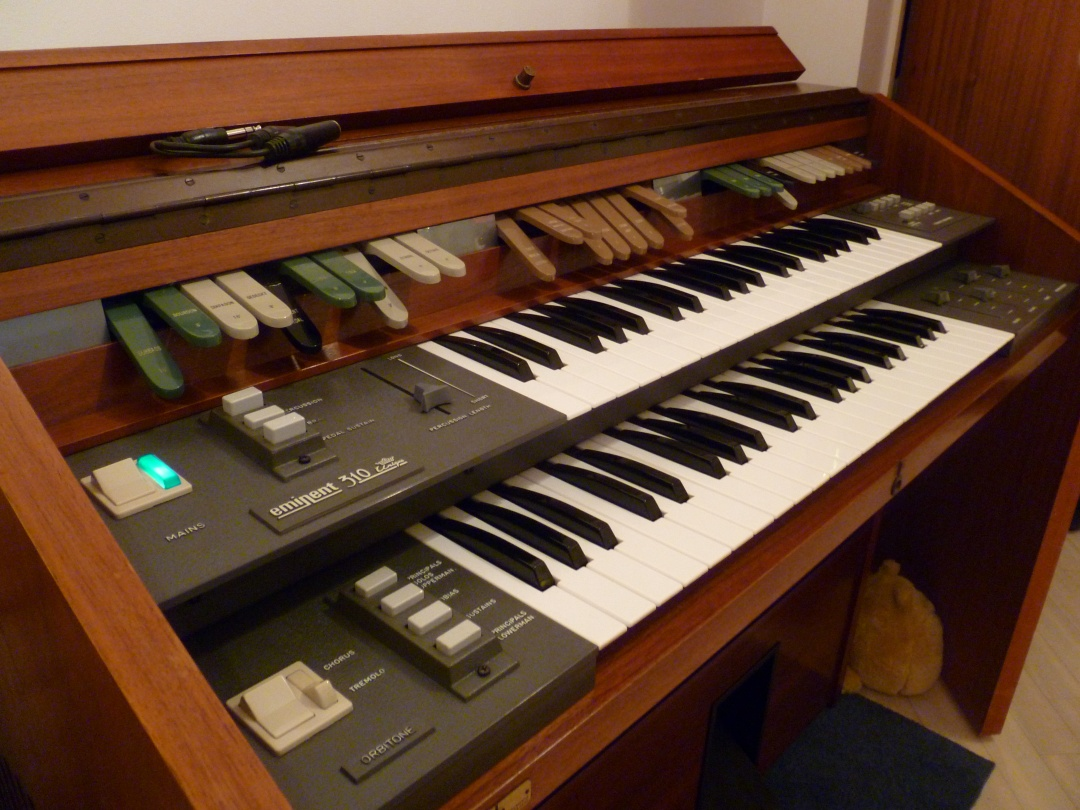

L'Eminent 310 Unique est un orgue électronique domestique qui a été construit et introduit en 1972 par le facteur d'orgues néerlandais Eminent BV (en) à Lelystad, aux Pays-Bas.  C'est le premier orgue à inclure une section de cordes, ce qui en fait le premier synthétiseur de cordes polyphonique commercialisé sur le marché. On le retrouve sur les albums de Christophe Les mots bleus (1974), Jean Michel Jarre Oxygène (1977) et Équinoxe (1978).
La technologie pour la section des cordes a ensuite été publiée sous la forme d'un instrument autonome, le Solina String Ensemble (rebaptisé par l'ARP en tant qu'ARP String Ensemble pour le marché américain), qui a été largement utilisé dans la musique populaire.

## Histoire
Eminent Orgelbouw B.V. a été fondé en 1923 en tant que petit magasin familial, qui ne vendait initialement que des orgues et des harmoniums, mais qui a ensuite connu un grand essor dans les années 1950 et 1960 et qui, enfin, en 1968, comptait plus de 400 employés et des dizaines de succursales. Un an plus tard, en 1969, la direction de l'entreprise a décidé de développer ses propres orgues électroniques. Ceux-ci étaient vendus sous les marques Eminent et Solina.
L'Eminent 310 Unique a été achevé en 1972. En tant qu'alternative bon marché aux modèles d'orgue coûteux de Hammond et à leurs développements ultérieurs, et en raison de ses nombreuses possibilités de réglage, l'orgue a été utilisé par plusieurs musiciens connus, surtout au début des années 1970. Les utilisations les plus connues de l'orgue sont sans doute les albums de musique Oxygène (1976), Équinoxe (1978), Chronologie (1993) et Oxygène 7-13 (1997) du musicien français Jean-Michel Jarre.
La "Section des cordes", le registre des cordes de l'orgue a été publié à l'extérieur en 1974 sous le nom de "Solina String Ensemble". Grâce à un partenariat avec la société américaine ARP, qui avait développé l'ARP Odyssey et le synthétiseur ARP 2600, l'instrument a été distribué sous le nom de "ARP Solina String Ensemble". Le Solina a été le premier clavier à cordes polyphoniques et de loin le plus grand succès d'Eminent Orgelbouw jusqu'à la fin des années 1970, lorsque des synthétiseurs nouvellement développés l'ont remplacé.
Eminent Orgelbouw a fait faillite en 1983. La société a été rétablie en 1994 sous le nom d'Eminent BV à Lelystad et continue de construire des orgues électroniques et sacrés pour les églises, les théâtres et les particuliers.
Il existe encore de nombreux orgues Eminents 310, notamment aux Pays-Bas. Comme ils sont très lourds mais relativement petits ils sont donc souvent vendus à des prix parfois très bas sur Internet. Eminent BV propose également des services d'entretien et de réparation pour tous les instruments Eminent, y compris ceux construits avant la création de la nouvelle société.

## Informations générales

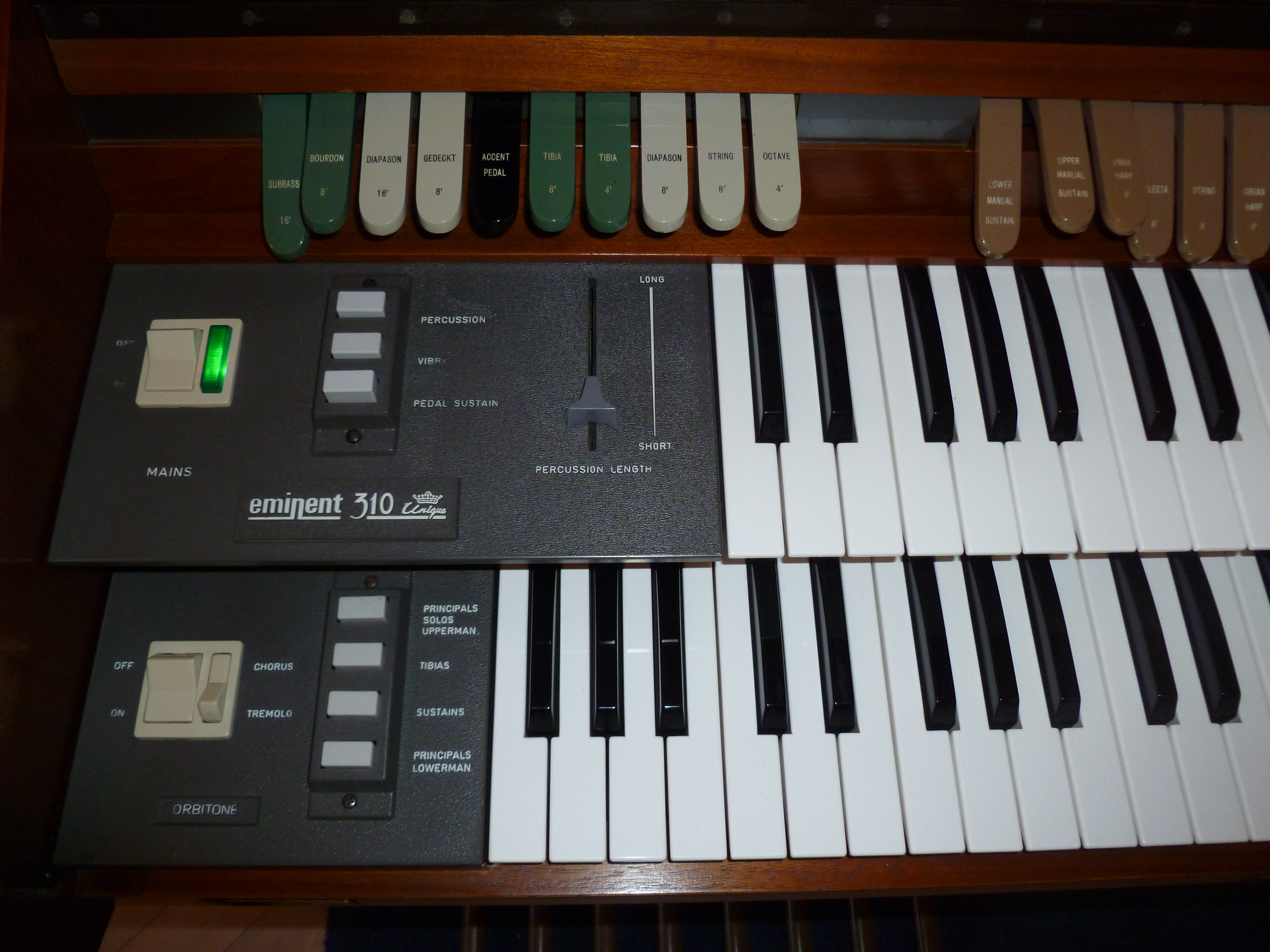
"Orbitone" et interrupteur principal.

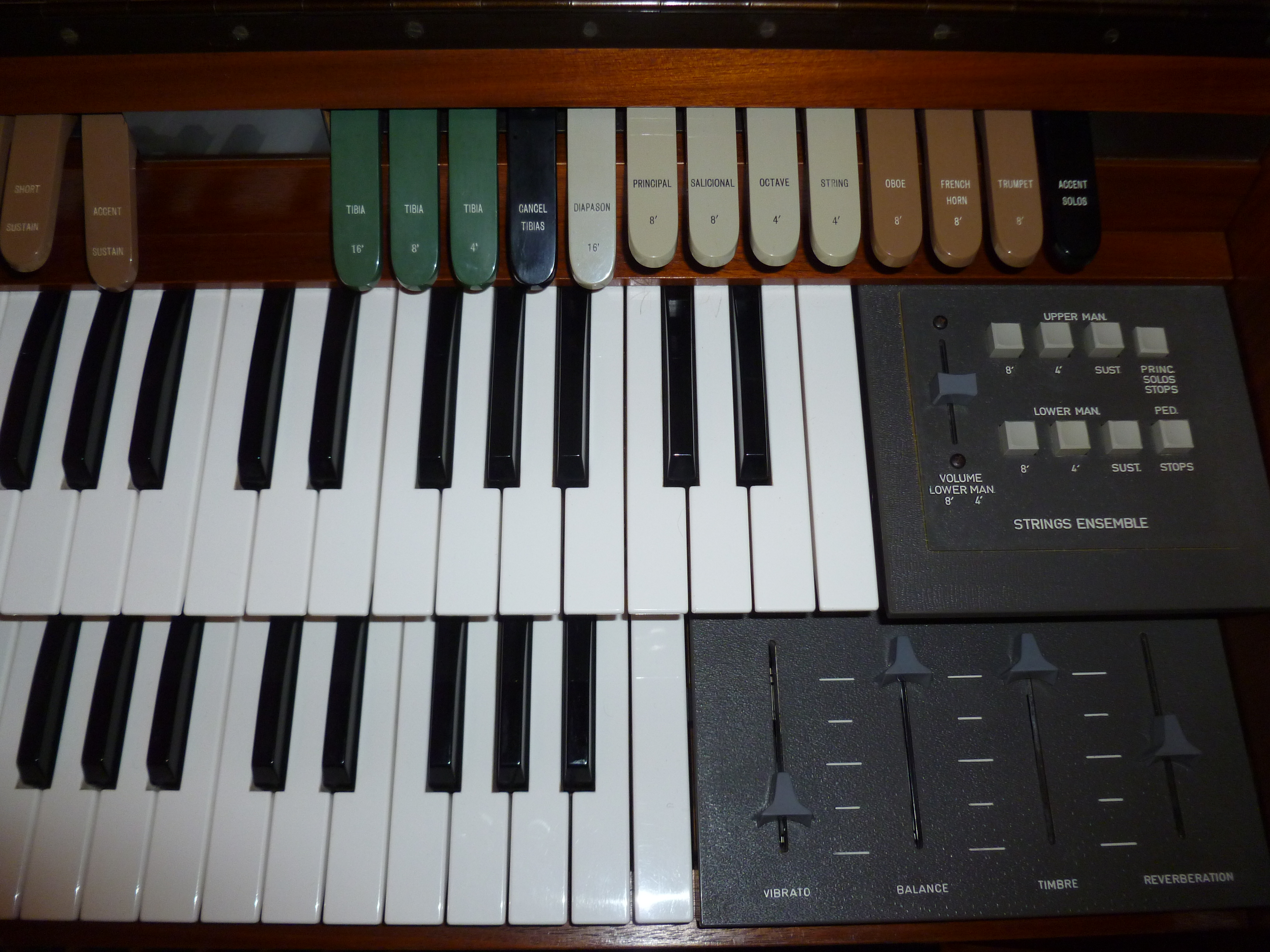
"Strings Ensemble" et effets.

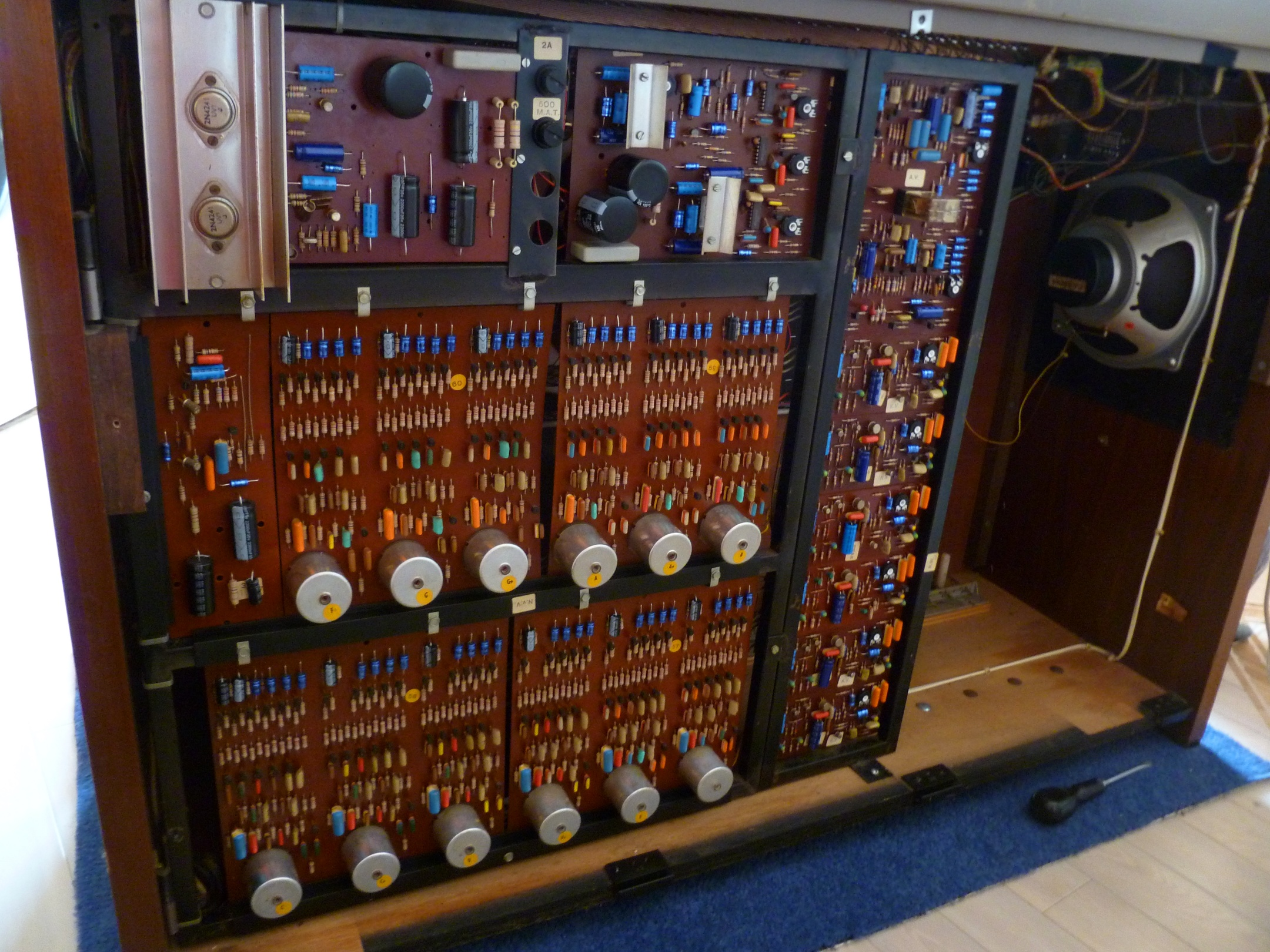
Intérieur de l'orgue.

L'Eminent 310 Unique avec un clavier supérieur de 42 touches (C-F) et un clavier inférieur de 44 touches (F-C) et 13 pédales de basse est un exemple typique d'un orgue de salon des années 1970. L'orgue possède des jeux traditionnels sur le clavier supérieur (16' et 4') ainsi que sur le clavier inférieur (8' et 4') et les pédales de basse (16' et 8'), mais il est également possible d'activer un effet de sustain, ce qui rend possible un effet de batterie avec certains jeux instrumentaux activés.
Il y a quatre curseurs sur le côté droit du manuel inférieur. Ceux-ci contrôlent le timbre, le vibrato, la réverbération et les aigus, la balance du volume entre le clavier supérieur et inférieur. Par exemple, il était possible de faire sonner le manuel supérieur beaucoup plus fort que le manuel inférieur.
Sur le côté droit du clavier supérieur se trouvait le "Strings Ensemble", composé de huit boutons et d'un curseur. En rabattant tous les commutateurs de registre et en activant le bouton 8' du clavier supérieur, on pouvait créer un son d'ensemble de cordes riche et profond. Le bouton de 4 pieds pourrait produire un son légèrement plus "mince", une octave plus haut que celui de 8 pieds. Des effets supplémentaires peuvent également être activés et l'ensemble de cordes peut être utilisé indépendamment ou simultanément avec les jeux d'orgue normaux.
A gauche du manuel inférieur se trouve l'"Orbitone". Deux interrupteurs, "On/Off" et "Chorus/Tremolo", s'expliquent d'eux-mêmes. Fondamentalement, l'"Orbitone" n'est rien d'autre qu'une simple console de mixage, avec laquelle le volume et d'autres effets préréglés ou l'ensemble de cordes peuvent être contrôlés, équilibrés ou désactivés.
La série normale 310 n'est pas le seul modèle Eminent à posséder ces fonctions. La compagnie a également construit une version scénique de l'orgue, le "Eminent 310 Theatre". Elle diffère moins sur le plan technologique (la seule différence réelle est l'installation d'une simple machine à rythme primitive) que sur le plan de l'apparence par rapport à la version domestique. Il a été construit de manière traditionnelle, c'est-à-dire avec des boiseries plus hautes sur les côtés et à l'avant, un haut-parleur plus grand, des leviers de jeux beaucoup plus colorés et une unité d'éclairage au sommet de l'orgue, ce qui permet d'utiliser l'instrument dans des pièces sombres. La machine à rythme est équipée de huit rythmes prédéterminés, qui peuvent tous être joués simultanément. Ainsi, de nouveaux rythmes peuvent être créés en les combinant intelligemment.
Le 310 Unique et le 310 Theater disposent également d'une connexion d'entrée. Cela permet de contrôler l'orgue à distance, mais la technologie de l'Ensemble à cordes et de l'Orbitone ne peut pas être utilisée. En outre, l'orgue est équipé d'une connexion de sortie à trois canaux, qui permet d'accéder à toute la gamme des fonctions de l'orgue non seulement à partir des haut-parleurs intégrés, mais aussi via des systèmes de lecture externes ou pour l'enregistrement sur bande magnétique.

## Divers
Dès le début, l'orgue a été construit en trois tons ou couleurs de bois : blanc, brun foncé et brun clair.
En dehors de l'ensemble à cordes Solina, il n'existe pas de véritables VST ou d'émulations de l'orgue en version logicielle ni de réplique physique.